# 所有制分割
所有制分割是论述不同所有制单位中员工流动性差异的劳动力市场分割理论。

## 在各国的的发展

### 中国
在中国经历城市经济改革之前，由于单位的所有制在经济发展和人民生活中发挥着重要作用，所有制分割是中国劳动力市场分割的主要表现形式。所有制分割在中国的表现就是国有单位人员和非国有单位人员在雇佣制度，工资制度等方面存在着差异，而且从非国有单位向国有单位的劳动力流动受到阻碍。
有研究者指出中国经历经济转型期后，从劳动力的工资状况与福利待遇等方面分析，劳动力市场的所有制分割已经不再显著，而逐渐演化成产业分割。但是，国有单位对劳动力的吸引力仍然很大，启示我们需要对所有制分割在当今中国的表现进行多角度的观察。近十多年来，中国国家公务员考试持续升温，引起了社会的广泛关注，各媒体采用“国考”字眼，可见这个考试在中国社会中的地位之重。2009年105万人报考国家公务员考试，2010年达到146万人，2013年公务员考试报名工作开始时第一天就有超过1.3万人报考。同时，在2007年最佳雇主调查中，有34.1%的毕业生选择了国企，在2009年有三分之一的参与者将国企作为求职首选。

## 资料来源
1. ↑  聂盛.我国经济转型期间的劳动力市场分割——从所有制分割到行业分割[J].当代经济科学,2004,(6)； 张展新.劳动力的产业分割与劳动力人口流动[J].中国人口科学,2004,(2)
2. ↑  2013年国家公务员考试报名首日1.3万人通过审核.北京日报.2012年10月16日
3. ↑  王林. 国有企业对研究生应届毕业生的需求调研报告[J]. 中国研究生 2009年07期